# Château des Écorces
Le château des Écorces est situé dans la commune de Chemazé, dans le département de la Mayenne, en France.  

## Histoire
Au XVIe siècle, le fief de l'Écorce, appartient à la famille Le Verrier, une chapelle est fondée en 1522 par François Leverrier, prêtre, une vierge en tuf venant de cette chapelle est conservée dans l'oratoire Notre Dame à la Rose à Chemazé. Au XVIIIe siècle le fief de l'Écorce est un fief vassal du marquisat de Château-Gontier,
En 1750, le domaine est acquis par Charles Bucher sieur des Brosses, l'oncle de Anselme René Bucher de Chauvigné, seigneur de l'Écorce et maire d'Angers en 1785.
En 1830, sous la direction de Anselme François Bucher de Chauvigné fils ainé de Anselme René, seigneur de l'Écorce, maire de Chemazé de 1815 à 1821, le château est construit à l'emplacement d'une ancienne demeure. Il est remanié, restauré et entouré d’un parc à la fin du XIXe siècle.

## Propriétaires successifs
- 1522 -  François Le Verrier[1]
- 1561 -  René Le Verrier
- 1567 - N. de la Sélinaye
- 1580 - Charles Le Verrier et Guy Le Verrier
- 1680 - Bonaventure Moyson, écuyer[9],[1],[10]
- 1750 - Charles Bucher[5]des Brosses.
- 1761 - Anselme-René Bucher de Chauvigné (1734-1794), neveu du précédent.
- 1791 - Anselme-François Bucher de Chauvigné (1761-1835), fils du précédent.
- 1842 - Anselme-René Bucher de Chauvigné (1787-1874)[11],[12],[13], fils du précédent.
- 1874 - Vicomte Léon de Vaujuas-Langan[13],[14],[15], chevalier de l'Ordre de Saint-Grégoire-le-Grand[16]en 1912, capitaine de la garde nationale mobile, chevalier de l'Ordre national de la Légion d'honneur [17]en 1871, épouse en 1871 Caroline-Marie Huchet de Cintré, fille du député Huchet de Cintré.
- 1926 - Comtesse du Réau de la Gaignonnière[18], née Françoise de Vaujuas-Langan, veuve de Maurice du Réau de la Gaignonnière[19].

## Sources
- Dictionnaire historique, topographique et biographique de la Mayenne, Abbé Angot. Archives départementales de la Mayenne, 53.
- Modes de vie aux 16e, 17e siècles , à travers les actes notariés, les archives d’Anjou et Normandie, Chemazé, par Odile Halbert, sur odile-halbert.com

## Note
Anselme François Bucher de Chauvigné, seigneur de l'Écorce, fut présent à l'assemblée générale des trois ordres de la sénéchaussée de Château-Gontier à Angers, le 16 mars 1789.